# Norr-Äspen
Norr-Äspen este o arie protejată (arie specială de conservare — SAC, sit de importanță comunitară — SCI) din Suedia întinsă pe o suprafață de 581,6 ha, integral pe uscat.

## Localizare
Centrul sitului Norr-Äspen este situat la coordonatele 65°24′29″N 22°30′42″E / 65.408°N 22.5116°E.

## Înființare
Situl Norr-Äspen a fost declarat sit de importanță comunitară în iulie 2000 pentru a proteja un număr necunoscut de specii din flora spontană și fauna sălbatică aflate în arealul zonei. Situl a fost protejat și ca arie specială de conservare în martie 2011.

## Biodiversitate
Situată în ecoregiunile boreală și marină baltică, aria protejată conține 11 habitate naturale: Vegetație perenă pe țărmurile stâncoase, Mlaștini împădurite, Păduri naturale în etape succesive primare ale suprafețelor emergente de coastă, Pășuni de coastă din Baltica boreală, Recifuri, Terase mlăștinoase și terase nisipoase neacoperite de apă la reflux, Lagune de coastă, Roci stâncoase cu vegetație pionieră de Sedo-Scleranthion sau Sedo albi-Veronicion dillenii, Taiga vestică, Litoraluri nisipoase din Baltica boreală cu vegetație perenă, Mlaștini turboase de tranziție și turbării mișcătoare.
La baza desemnării sitului se află un număr nedeclarat de specii protejate.